# Michael Shaun Sandy
Michael Shaun Sandy ist ein US-amerikanischer Schauspieler. Mit seiner Firma Sandy Multi-Media (SMM) ist er auch als Filmproduzent und Filmregisseur tätig.

## Leben
Sandy ist seit Mitte der 2000er Jahre als Filmschauspieler tätig. 2011 stellte er in zwei Episoden der Fernsehserie Chuck die wiederkehrende Rolle eines Polizisten dar. Es folgten Episodenrollen in verschiedenen Fernsehserien wie Hand of God, Life in Pieces und Schatten der Leidenschaft. 2017 war er im Musikvideo zum Lied Love Yourself der Rapper Mary J. Blige und ASAP Rocky zu sehen. 2025 stellte er im Tierhorrorfilm Great White Waters die Rolle des Batton dar.
Als Regisseur und Produzent war er an mehreren Filmproduktionen, überwiegend Kurzfilmen, beteiligt.

## Filmografie (Auswahl)

### Schauspiel
- 2006: Ways of the Flesh
- 2008: Ball Don’t Lie
- 2009: Mr. Sadman
- 2009: Night Before the Wedding
- 2010: Sealing Your Fate (Kurzfilm)
- 2011: Chuck (Fernsehserie, 2 Episoden)
- 2013: The Message (Kurzfilm)
- 2013: 2 Guns
- 2013: Torn (Kurzfilm)
- 2013: Pills (Fernsehkurzfilm)
- 2014: Tosh.0 (Fernsehserie, Episode 6x07)
- 2014: Million Dollar Arm
- 2014: Key & Peele (Fernsehserie, Episode 4x09)
- 2014: Help Wanted (Kurzfilm)
- 2014: Trust (Fernsehfilm)
- 2015: Hand of God (Fernsehserie, Episode 1x02)
- 2015: Frontal Lobe (Kurzfilm)
- 2015: Murphy’s Law (Kurzfilm)
- 2016: Life in Pieces (Fernsehserie, Episode 1x13)
- 2016: Ten Thousand Miles (Kurzfilm)
- 2016: Trouble Man (Kurzfilm)
- 2016: Live by Night
- 2017: Schatten der Leidenschaft (The Young and the Restless, Fernsehserie, Episode 1x11098)
- 2017: Bunnyman Vengeance
- 2017: Axeman 2: Overkill
- 2018: I’d Kill for You
- 2018: LA to Vegas (Fernsehserie, Episode 1x14)
- 2018: J. Cole: Kevin’s Heart (Kurzfilm)
- 2018: Casual (Fernsehserie, Episode 4x03)
- 2018: The Virgin Maggi (Kurzfilm)
- 2019: Encumbrance (Kurzfilm)
- 2019: A Hateful Love (Kurzfilm)
- 2020: Baby Doll
- 2020: The Norwegian
- 2020: Features (Fernsehserie, Episode 1x01)
- 2021: Worth Fighting For (Kurzfilm)
- 2022: Winning Time: Aufstieg der Lakers-Dynastie (Winning Time: The Rise of the Lakers Dynasty, Fernsehserie, Episode 1x01)
- 2023: It’s Cuffin Season
- 2023: Axeman at Cutters Creek 2
- 2023: Orbital (Podcastserie, 6 Episoden)
- 2025: Great White Waters

### Produktion
- 2009: Night Before the Wedding
- 2010: Sealing Your Fate (Kurzfilm)
- 2012: Goodbye Promise
- 2012: House of Young J (Fernsehserie, 2 Episoden)
- 2013: The Message (Kurzfilm)
- 2014: Trust (Fernsehfilm)
- 2015: Frontal Lobe (Kurzfilm)
- 2020: Features (Fernsehserie, Episode 1x01)
- 2023: Orbital (Podcastserie, 6 Episoden)
- 2025: Fitness for All (Fernsehfilm)

### Regie
- 2012: House of Young J (Fernsehserie, 2 Episoden)
- 2020: Features (Fernsehserie, Episode 1x01)
- 2023: Orbital (Podcastserie, 6 Episoden)
- 2025: Fitness for All (Fernsehfilm)